# Universidad Nacional del Altiplano de Puno
La Universidad Nacional del Altiplano de Puno (siglas: UNAP)  es una universidad pública ubicada en la ciudad de Puno, Perú. Es una de las primeras universidades públicas fundadas en 1856 a iniciativa de la población del Departamento de Puno. Inicialmente fue creada como escuela de formación aristocrática. Destaca en: Ciencias, Tecnologías y Artes aplicadas. La UNAP está organizada en 20 facultades que abarcan 37 escuelas profesionales.

## Historia
El Libertador Ramón Castilla, Presidente provisorio de la República, mediante la Ley del 29 de agosto de 1856 erigió la Universidad Nacional del Altiplano, con el nombre de Universidad de Puno, por Ley del 29 de agosto de 1856, con siglas desconocidas; posteriormente fue llamada Universidad de San Carlos de Puno, adoptando el nombre del Colegio Nacional de San Carlos de Puno.  El destacado autor del proyecto de Ley de Reapertura de la Universidad de Puno, Ing. Enrique Torres Belón, puntualiza que, legalmente no existe la Universidad de San Carlos de Puno, como se le ha nombrado, en varios proyectos legislativos, la denominación que tiene vigencia legal es la de Universidad de Puno, por su parte Samuel Frisancho Pineda, afirma que la Universidad tomó como su patrono a San Carlos Borromeo, por designación que hizo el General Alejandro Deustua, y concluye que desde su instalación tuvo el nombre de "San Carlos", denominación que es confirmada por José G. Paz-Soldán, Rector de la Universidad de San Marcos de Lima, quien en su libro Anales Universitarios, compila documentación en la que se evidencia el uso de la denominación de San Carlos de Puno.
En el año de 1856, la Convención Nacional dictaminó la Ley de creación de la Universidad de Puno, promulgada el 23 de agosto y firmada el 29 de agosto del mismo año, por el presidente de la República Don Ramón Castilla. La Ley contiene 4 artículos: el más importante señala que, "Se erige en la ciudad de Puno una Universidad, para la enseñanza de la Teología, Jurisprudencia, Medicina, Filosofía y Letras, Matemáticas y Ciencias Naturales y para que en estas mismas Facultades se confieran Grados Académicos". El segundo dispone: "La Universidad observará el Reglamento de Instrucción Pública del 7 de abril de 1855". Como sucede con toda institución que nace, no se contaba con Estatuto propio, local necesario y la respectiva asignación presupuestal. El artículo tercero indica que, "se regirá por el Estatuto de la Universidad Nacional de San Agustín de Arequipa, y que sus funciones universitarias se celebrarán en el Colegio Nacional de Puno". Asimismo, dispone que los gastos que originen las cátedras de esta novísima Universidad serán afectados a las rentas del colegio.

Las razones por las cuales la universidad dejó de funcionar se relacionan con problemas sociopolíticos y económicos. Otra razón que determinó su cierre oficial es el hecho de que no fue considerada en el Reglamento Nacional de Instrucción Pública de 1876. 
Respecto a la actividad y vigencia de la Universidad, desde su instalación el 1 de mayo de 1859 hasta su clausura en 1866, registra aproximadamente 6 años de vida institucional, Ramos A. (1987: 22) señala que la duración fue de 17 años con tres meses. Por otro lado, el Ing. Alberto Barreda Cuentas, en su primer discurso con motivo de la inauguración de las labores académicas, manifestó que la universidad tuvo vigencia, de 8 años de funcionamiento lectivo. Según José Paz-Soldan, la Universidad de San Carlos de Puno se instaló el 1 de marzo de 1858, con un claustro compuesto por los doctores: Dionisio U. Cortes, Bernabé Urbina, Manuel Pino, G. Barionuevo, Ignacio Vásquez, Bartolomé Aguirre, Juan N. Arce, Juan M. Gamboa, Jorge Ramos, Manuel E. Giménez,  Melchor Patiño, Ramón Torres, Mariano Solano, José M. Pacheco, Guillermo Pino, José A. Bueno, y José M. Pino.
El 6 de diciembre de 1860, las autoridades de Puno y de la Universidad, se proclamaron por patrón de la Universidad a San Carlos Borromeo.

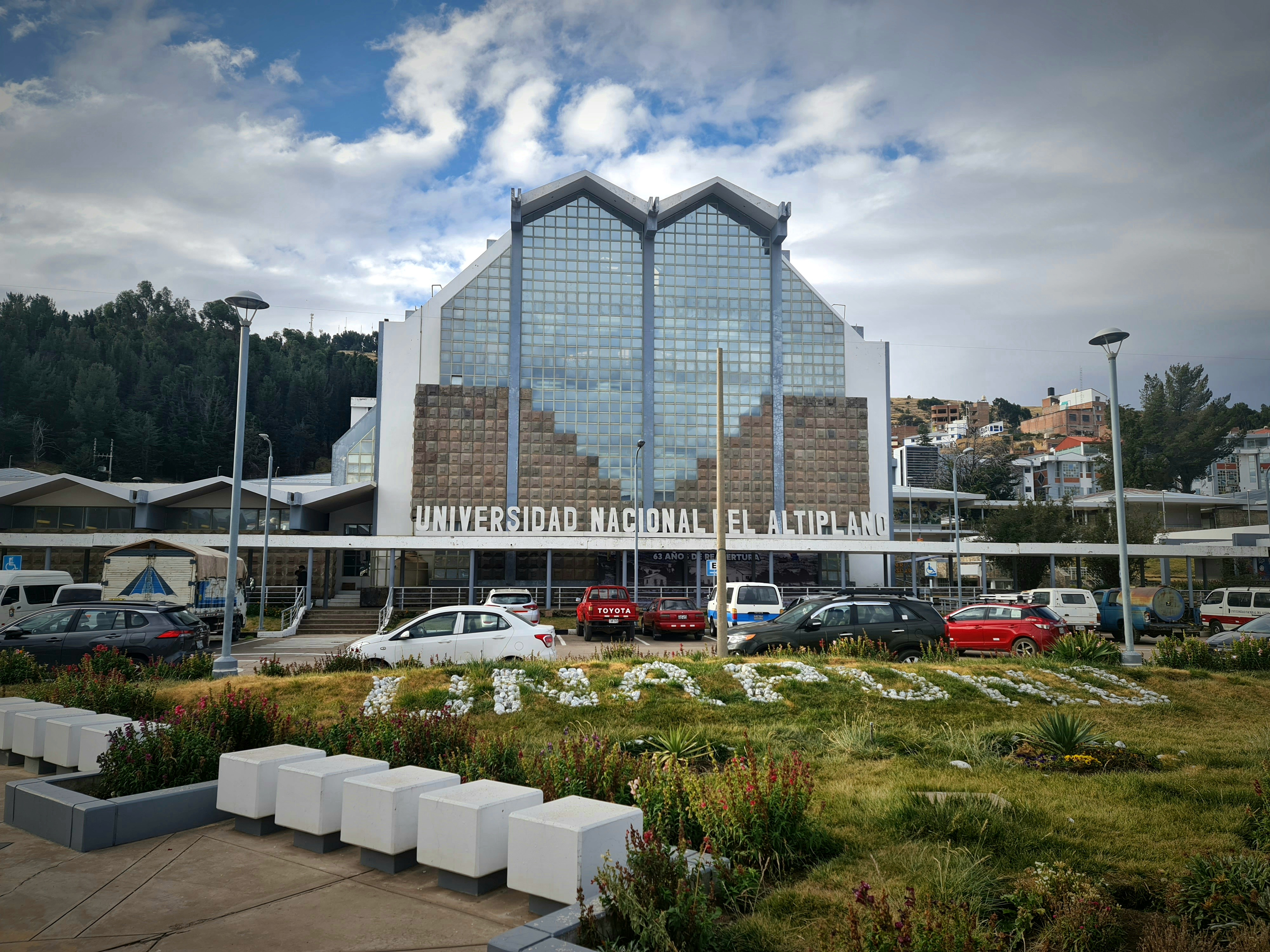
Biblioteca Central UNA PUNO

La creación de la universidad en Puno es producto de la exigencia de intelectuales y políticos; pues la sociedad puneña es considerada cuna de destacados intelectuales en Perú. Los diputados Ramos, Aguirre y Quiñonez fueron autores de este proyecto de Ley de creación (RAMOS A. 1987: 21 -25).
Posteriormente fue cambiando la denominación de la universidad: en 1961 fue nombrada Universidad Nacional Técnica del Altiplano, por Ley N.º 13516, con las siglas UNTA; en 1983, Universidad Nacional del Altiplano, por la Ley N.º 23733, con las siglas UNA; y 2014, Universidad Nacional del Altiplano de Puno, por la Ley N.º 30220, con las siglas UNAP.
El 29 de agosto de 2001 se crea el Centro de Tecnología Informática (CTI), actual Oficina de Tecnologías de Información (OTI), su primer jefe fue el Ingeniero Agrónomo Tiófilo Guilfredo Zegarra Martínez, quien gestiona el traslado del equipo de Desarrollo de Sistemas de Información que funcionaba en el Centro de Cómputo de la Facultad de Ciencias Jurídicas y Políticas desde 1999 con el profesor César Rosales Maquera.
El 30 de diciembre de 2017, se publica la Resolución del Consejo Directivo N.º 101-2017-SUNEDU/CD, por el cual la SUNEDU otorga la licencia institucional a la Universidad.
Un aspecto poco difundido, pero de gran importancia social, es que la presencia de una universidad pública en Puno ha permitido la incorporación de un amplio sector de jóvenes de origen aimara y quechua a las aulas universitarias. Por lo que la universidad ha cumplido y viene cumpliendo un valioso rol de ciudadanización y reivindicación de las poblaciones indígenas de esta alejada zona del Perú.

## Organización

### Rectores
Instalada la universidad en 1858, se eligió para rector al Sr. Dr. Juan Cazorla, para vicerrector al Dr. Manuel Pino, para secretario al Dr. Guillermo Pino, para tesorero al Dr. Antonio Bueno, para fiscal al Dr. Gabriel Barrionuevo; el cuatro de diciembre de 1859 se elige al Dr. Manuel Pino; para vicerrector, al Dr. José A. Ponee; para secretario, al Dr. Guillermo Pino; para tesorero, al Dr. Manuel Pacheco; para fiscal al Dr. Manuel Pérez, y ocho de diciembre de 1861 resultaron reelectos, para rector, el Dr. Manuel Pino, para vicerrector, el Dr. José A. Ponze, para secretario, el Dr. Guillermo Pino, y electos, para fiscal, el Dr. Abel M. Zepes, y para tesorero, el Dr. Manuel Pérez.
| Nombre                          |
| ------------------------------- |
| Dr. Juan Cazorla                |
| Dr. Manuel Pino                 |
| Ing. Alberto Barreda Cuentas    |
| Dr. Eduardo Beltrán Rivera      |
| Dr. Julio Bustinza Menéndez     |
| M.Sc. Luis Salas Arones         |
| Dr. Víctor Torres Esteves       |
| Dr. Fernando Caceda Díaz        |
| Dr. Juan Astorga Neira          |
| Dra. Martha Tapia Infantes      |
| Dr. Lucio Ávila Rojas           |
| Dr. Edgardo Pineda Quispe       |
| Dr. Porfirio Enríquez Salas     |
| Dr. Héctor Eddy Calumani Blanco |
| Dr. Walter Zamalloa Cuba        |
| Dr. Paulino Machaca Ari         |

## Facultades y Escuelas Profesionales
La UNAP cuenta con diversas escuelas profesionales acreditadas por el Sistema Nacional de Evaluación, Acreditación y Certificación de la Calidad Educativa (SINEACE), estas son:
Educación secundaria, especialidad de Lengua, literatura, psicología y filosofía (2015), Educación Inicial (2015), Ingeniería Económica (2015), Ciencias Contables (2016), Antropología (2016), Educación Secundaria, especialidad Ciencias Sociales (2016). Educación Física (2016), Ingeniería Química (2016), Ingeniería Electrónica (2017), Ingeniería Geológica (2017), Ingeniería de Minas (2017), Ingeniería Estadística e Informática (2017), Ciencias de la Comunicación Social (2017), Derecho, Odontología (2017), Administración (2017), Medicina Veterinaria y Zootecnia (2017), Ingeniería Metalúrgica (2017), Ingeniería Mecánica Eléctrica (2017), Enfermería (2017), Sociología (2017), Arte:Música (2017), Ingeniería Agronómica (2017),y Turismo (2017).
Listado de Facultades y Escuelas Profesionales (en orden de antigüedad):
| N.º | Facultad                                                 | Escuelas |
| --- | -------------------------------------------------------- | --- |
| 1   | Ciencias Agrarias                                        | - Ingeniería Agronómica - Ingeniería Topográfica y Agrimensura - Ingeniería Agroindustrial |
| 2   | Medicina Veterinaria y Zootecnía                         | - Medicina Veterinaria y Zootecnía |
| 3   | Ingeniería Civil y Arquitectura                          | - Arquitectura - Ciencias Físico Matemáticas - Ingeniería Civil |
| 4   | Ciencias Biológicas                                      | - Biología |
| 5   | Ciencias Contables                                       | - Ciencias Contables - Administración |
| 6   | Ciencias de la Educación                                 | - Educación Física - Educación Inicial - Educación Primaria - Educación Secundaria - Lengua, literatura, psicología y filosofía - Ciencias sociales - Matemática, Física, Computación e Informática - Ciencia, Tecnología y Ambiente |
| 7   | Ciencias de la Salud                                     | - Nutrición Humana - Odontología |
| 8   | Ciencias Jurídicas y Políticas                           | - Derecho |
| 9   | Ciencias Sociales                                        | - Antropología - Arte - Sociología - Turismo - Ciencias de la Comunicación Social |
| 10  | Enfermería                                               | - Enfermería |
| 11  | Ingeniería Agrícola                                      | - Ingeniería Agrícola |
| 12  | Ingeniería de Minas                                      | - Ingeniería de Minas |
| 13  | Ingeniería Económica                                     | - Ingeniería Económica |
| 14  | Ingeniería Estadística e Informática                     | - Ingeniería Estadística e Informática |
| 15  | Ingeniería Geológica y Metalúrgica                       | - Ingeniería Geológica - Ingeniería Metalúrgica |
| 16  | Ingeniería Química                                       | - Ingeniería Química |
| 17  | Medicina Humana                                          | - Medicina Humana |
| 18  | Trabajo Social                                           | - Trabajo social |
| 19  | Ingeniería Mecánica Eléctrica, Electrónica y de Sistemas | - Ingeniería de sistemas - Ingeniería electrónica - Ingeniería mecánica eléctrica |

## Revistas científicas indexadas
Listado de revistas:
- Revista de Investigaciones Alto Andinas[34]
- Revista de Derecho[35]

## Institutos de Investigación
Listado de institutos:
- Instituto de Investigación de la Facultad de Ciencias Jurídicas y Políticas[36]

## Círculos de Estudio
Listado de círculos de estudio:
- Círculo de Estudios e Investigación Minera Alfredo Camac Torres-CEIM "ACT" (Escuela Profesional de Ingeniería de Minas).
- Círculo de Estudios El Amauta (Escuela Profesional de Ciencias Contables).[37][38]
- Círculo de Estudios CETAMIN (Escuela Profesional de Ingeniería de Minas).
- Círculo de Estudios Escala (Escuela Profesional de Arquitectura)
- Círculo de Investigación Líderes Optimistas Revelando Derecho - CILORD (Escuela Profesional de Derecho)[39][40]
- Student Section ASME "American Society Mechanical Engineers" UNA-PUNO (Escuela profesional de Ingeniería Mecánica Eléctrica)
- Centro de Investigación, Procesamiento y Análisis de Sistemas de Información Geográfica "CIPROASIG" (Escuela Profesional de Ingeniería Topográfica y Agrimensura)

## Grupos políticos
El gobierno de la UNAP es elegido mediante el voto universal entre estudiantes y docentes. El TUO de la UNAP indica que el voto de los docentes equivale a un 60% y de los estudiantes, un 40%. Los movimientos o grupos políticos más destacados son:
- Movimiento Renovación Universitaria (REUNE)
- Por la Reforma e Integración (PRI)
- Alianza Universitaria (AU)
- Generación Organizada (GO)
- Alianza de Egresados (AE)
- Transformación Universitaria (TU)
- VAMOS UNA-PUNO 2022
- Gran Alianza Nueva Alternativa de la Universidad Nacional del Altiplano(GANA_UNA)
- IDEA NUEVA-UNA 2021

## Rankings académicos
En los últimos años se ha generalizado el uso de rankings universitarios internacionales para evaluar el desempeño de las universidades a nivel nacional y mundial; siendo estos rankings clasificaciones académicas que ubican a las instituciones de acuerdo a una metodología científica de tipo bibliométrica que incluye criterios objetivos medibles y reproducibles, tomando en cuenta por ejemplo: la reputación académica, la reputación de empleabilidad para los egresantes, la citas de investigación a sus repositorios y su impacto en la web. Del total de 92 universidades licenciadas en el Perú, la Universidad Nacional del Altiplano de Puno se ha ubicado regularmente dentro de los treinta primeros lugares a nivel nacional en determinados rankings universitarios internacionales.
- Según la Asamblea Nacional de Rectores del Perú (ANR) en el 2007 fue ranqueada como la "quinta mejor universidad del Perú".[47][48]

- Según el ranking general de universidades de la Sunedu ocupó el 11° puesto.[49]
- Según el ranking de "Scimago Institutions Rankings 2023" a nivel nacional ocupó el 10.º puesto.[44]

## Personas destacadas
La siguiente lista recoge algunos de los personajes a los que la Universidad Nacional del Altiplano de Puno ha otorgado la distinción de doctor honoris causa:
- 2012, Rómulo Mucho Mamani, Perú.[50]
- 2014, Eugenio Raúl Zaffaroni, Argentina.[51][52][53]
- 2015, Adolfo Alvarado Velloso, Argentina.[54]
- 2015, Ulrich Sieber, Alemania.[55]
- 2015, Luis Enrique López-Hurtado Quiroz, Perú.[56]
- 2015, Rodolfo Cerrón Palomino, Perú.[57][58]
- 2016, Miguel Polaino Navarrete, España.[59]
- 2016, Susana Vilca Achata, Perú.[60][61][62]
- 2016, Luis Alberto Cordero Lecca, Perú.[63]
- 2016, Ralph Bolton, Estados Unidos de América.[64]
- 2016, Manuel Atienza Rodríguez, España.[65]
- 2016, Robert Alexy, Alemania.[66]
- 2016, Juan Marchena Fernández, España.[67]
- 2017, Carlos Augusto Ramos Nuñez, Perú.[68]
- 2017, José Miguel Aguilera Radic, Chile.[69]
- 2018, Néstor Pedro Sagüés, Argentina.[70][71]
- 2018, Gerardo Hierro Molina, México.[72][73]
- 2018, Víctor Otazú Monzón, Perú.[74]
- 2019, Juan Antonio García Amado, España.[75]
- 2019, Laurent Thévenot, Francia.[76]
- 2019, Darío Rodríguez Mansilla, Chile.[76]
- 2019, Carlos Julio Reynoso, Argentina.[76]
- 2020, Boaventura De Sousa Santos, Portugal.[77]
- 2020, Adrián Oscar Scribano, Argentina.[78]
- 2021, Claus Roxin, Alemania.[79][80][81][82]
- 2022, Luigi Ferrajoli, Italia.[79][83][84]
- 2022, Evo Morales Ayma, Bolivia.[85]
- 2023, José Charango Munizaga Rosas, Chile.[86]

## Deportes
Club de deportes reconocidos:
- Deportivo Universitario UNAP.[37]
- CD Real Minas(Ingeniería de Minas)[87]